# جويس وايت
جويس سي وايت عالمة آثار أمريكية، وأستاذة مساعدة في الأنثروبولوجيا بجامعة بنسلفانيا، والمديرة التنفيذية للمعهد الجديد لعلم آثار جنوب شرق آسيا. تتعلق أبحاثها في المقام الأول بالتحقيقات الأثرية متعددة التخصصات التي استمرت لعقود في تايلاند ولاوس والتي تغطي الاحتلال البشري في عصور ما قبل التاريخ للروافد الوسطى لحوض نهر ميكونغ. تعتبر الخبيرة الرائدة عالميًا في موقع التراث العالمي لليونسكو في بان شيانغ، تايلاند، وتدير برنامج العمل الميداني الأثري في مقاطعة لوانغ برابانغ في لاوس. أصبحت مدافعة قوية عن الحفاظ على التراث الثقافي وعملت كشاهد خبير في قضية الاتجار بالآثار لوزارة العدل الأمريكية.

## النشأة
استقرت جويس وايت في البداية على مهنة في علم الآثار عندما لاحظت التنقيب في كنيسة ومقبرة من العصور الوسطى في إنجلترا في سن 15 عامًا. في حين أن هذا الحادث الأولي دفعها نحو التركيز على أوروبا، إلا أن هذا تغير عندما شاهدت صورة لتايلاند أثناء عرض أستاذ عن الحفريات التي قام بها هناك في مدرسة الدراسات العليا. وتشير إلى أنها كانت تجربة حية. رأيت نفسي في تلك العرض. على الرغم من الإحباط من الأساتذة، غيرت تركيزها إلى علم الآثار في جنوب شرق آسيا.

## المسيرة المهنية والبحث
تُعد وايت أحد كبار علماء الآثار من جنوب شرق آسيا في منطقة فيلادلفيا الكبرى. حصلت على درجتي الماجستير والدكتوراه في الأنثروبولوجيا من جامعة بنسلفانيا وتشغل منصب باحثة استشارية في متحف الجامعة للآثار والأنثروبولوجيا. أثناء عملها على أطروحتها، عاشت في تايلاند حيث قامت بعمل ميداني لمدة 20 شهرًا من 1979 إلى 1981. أسست وايت معهد آثار جنوب شرق آسيا في أكتوبر 2013 من أجل البناء على برامج البحث الآثاري التي استمرت عقودًا في تايلاند ولاوس برعاية جامعة بنسلفانيا. وايت هو المدير الحالي لمشروع ميكونغ الأثري الأوسط ومشروع بان تشيانغ (منذ عام 1982) في متحف الآثار والأنثروبولوجيا بجامعة بنسلفانيا. في عام 2021، اختار مكتب العلوم والتكنولوجيا التابع للسفارة التايلاندية الملكية بواشنطن وايت لجائزة صديق تايلاند للعلوم لمساهماتها في علم الآثار التايلاندي.

## مشروع بان تشيانغ
بدأ تحقيق وايت في عصور ما قبل التاريخ في جنوب شرق آسيا في منتصف سبعينيات القرن الماضي عندما كانت طالبة دكتوراه تحت إشراف الراحل تشيستر جورمان، أدارت المعامل التي تجري تحليلات ما بعد التنقيب عن القطع الأثرية من حفريات جورمان في شمال وشمال شرق تايلاند. منذ عام 1976 ركزت على تحليل موقع العصر المعدني لبان تشيانغ، وهو موقع سُميَّ لاحقًا في عام 1992 كموقع تراث عالمي لليونسكو. بدأت في عام 1978 برنامجًا للبحث الإثنوكيولوجي في منطقة بان تشيانغ لدراسة الفهم المحلي للموارد الطبيعية الأصلية مع التركيز بشكل خاص على النباتات المحلية. أثناء وجودها هناك، قامت بتجميع مجموعة إثنوغرافية لعناصر الثقافة المادية التقليدية (مثل السلال والأدوات والفخار وما إلى ذلك) لمتحف بن. بعد إجراء هذا المشروع الميداني في قرية بان تشيانغ لمدة عامين تقريبًا في 1979-1981، عادت إلى فيلادلفيا حيث نسقت، بعد وفاة جورمان المبكرة في يونيو 1981، معرض السفر الذي أنتجته مؤسسة سميثسونيان بعنوان «بان تشيانغ: اكتشاف عصر برونزي ضائع» وألفت كتالوجها. عُرض المعرض لاحقًا في أحد فروع المتحف الوطني التايلاندي في قرية بان تشيانغ ولا تزال أجزاء منه معروضة. في عام 1986، أكملت وايت أطروحة الدكتوراه الخاصة بها في جامعة بنسلفانيا والتي قامت بمراجعة التسلسل الزمني لجورمان لبان تشيانغ. منذ ذلك الوقت، تركزت مسيرة وايت المهنية على التحقيق متعدد التخصصات في الماضي البشري في تايلاند ولاوس. واصلت تحليل موقع بان تشيانغ في متحف بين بصفتها باحثة كبيرة عالمة ولاحقًا كمنسقة مشاركة. في عام 1993 أسست أصدقاء بان تشيانغ لتسهيل جمع الأموال لمواصلة تحليل ما بعد التنقيب وبرنامج النشر. في منتصف التسعينيات، كانت باحثة رئيسية مشاركة في مشروع تايلاند البيئي، الذي حفر الرواسب من البحيرات في شمال شرق وشمال وجنوب تايلاند، والتي استعادت لأول مرة في ذلك البلد أدلة على الغطاء النباتي من العصر البليستوسيني الطرفي إلى الهولوسين المتأخر من كل منطقة. نُشرت أول دراسة علمية لبان تشيانغ في عام 2002 عن البقايا البشرية من الموقع، وقد ألفها مايكل بيتروسيفسكي وميشيل دوغلاس. في 9 فبراير 2010، كُرِّم وايت من قبل صاحبة السمو الملكي ولي العهد التايلاندي الأميرة ماها شاكري سيريندهورن في افتتاح المتحف الوطني الجديد في بان تشيانغ، تايلاند.